# 北京の春
北京の春（ペキンのはる）は、1978年秋頃から1979年3月29日まで展開された北京市西単の通称「民主の壁」での大字報（壁新聞）による中国民主化運動（「民主の壁」運動）を指す。
中華人民共和国中央政府における独裁の問題などが批判された。運動はリーダーの一人であった魏京生の逮捕で終息した。

## 概要
1976年4月5日に起きた第1次天安門事件を契機とし、以降、民主運動が高まっていった。
運動のきっかけは魏京生が書いた宣言「第5の現代化（近代化）」と考えられ、魏はこの文書を書いたことで15年の刑を言い渡された。この文書で魏は労働大衆が権力を握ることは近代化に欠かせず、共産党は党内保守派に支配され、人民は長く血を流す戦いを通じて保守派を倒す戦いをしなければならないと訴えた。

## 経緯
1978年秋には北京の西単で「民主の壁」運動が盛んになり、この運動は、1978年12月18日から12月22日にかけて開かれた、中国共産党第十一期中央委員会第三回全体会議（三中全会）にも影響を与えたとされる。同会議では文化大革命の清算及び改革開放路線が決定された。

### 第5の現代化
同会議に先立つ12月5日、「民主の壁」に「金生」という署名で「第五の現代化-民主およびその他」と題する壁新聞が張り出された。中国共産党による30年間の独裁と、自由も民主的でもない現状を見つめるよう訴えたものだった。この「金生」が魏京生であった。当時の共産党の標語「四つの近代化」に対し、第五の近代化（政治の近代化＝民主化）を提唱した。
「民主の壁」に参加していた市民らは「四五論壇」「民主の壁」「群衆参考消息」といった自費雑誌を発行していた。魏京生も1979年1月8日、雑誌『探索』を編集発刊し、さらに厳家祺が同1979年1月に発刊した雑誌に「北京の春」と名付けた。これは1968年の「プラハの春」にちなんだもので、以後、1978年秋以降盛り上がった「民主の壁」の運動は「北京の春」と呼ばれる。
また、1979年1月18日から4月3日まで開かれた「理論会議（理論工作務虚会）」で、中央政治局委員の胡耀邦は、それまでタブーとされてきた人々や文芸作品の名誉回復を図っており、こうした動向は、民主化運動を盛り上げた。

### 傅月華逮捕事件
他方、北京市公安局は理論会議の開始日と同日の1979年1月18日に、北京西単の壁に壁新聞を張り「飢餓と迫害に反対し、民主と人権を要求する」デモを計画した疑いで傅月華という女性運動家を逮捕したことで、傅月華の釈放を求める運動が展開していく。なお、この1979年1月には、中国政府は一人っ子政策を発表し、さらに2月17日からは中越戦争を開始している。

### 政府による大字報の禁止令
華国鋒を追い詰めるために利用した「民主の壁」運動は鄧小平にとってすでに不要で邪魔なものであったといわれる。
1979年3月29日、北京市党委員会は、集会・デモ・大字報の掲示等を規制する通告を発布。プロレタリア独裁、社会主義、中国共産党による指導、マルクス・レーニン主義と毛沢東思想に反対する壁新聞の張り出しや出版物の出版を禁止した。同3月29日、魏京生は反革命罪で逮捕された。
翌日の3月30日、鄧小平は、胡耀邦の理論会議で「四つの基本原則を堅持する」という演説を行った。「社会主義の道」「プロレタリア独裁」「共産党による指導」「マルクス・レーニン主義と毛沢東思想」の4つの原則を堅持する、というものだった。魏京生の逮捕とこの「四つの基本原則」の宣言により、「民主の壁」（北京の春）運動は終息した。
北京市は同年12月6日に、勤務先や学校以外での大字報の掲示を市内の1箇所を除いて全面的に禁止、さらに1980年8月の第5期全国人民代表大会第3回会議で、大字報を含む「四大民主」（他の3つは「大鳴」「大放」「大弁論」）が公民権の規定から削除された.

## その後
魏京生はさらに10月16日、軍事情報漏洩罪・反革命煽動罪として懲役15年の刑に処され、1993年に仮釈放されるまで14年半もの間、服役した。
2011年現在、アメリカ合衆国に亡命し活動を続けている。